# الأسقف صغاطر
الأسقف صغاطر أو ضغاطر هو أسقف بيزنطي عاش في فترة حكم الامبراطور هرقل, اعتنق الاسلام بعد أن عرف بأمر رسالة الرسول محمد إلى الامبراطور هرقل.
قتل على يد رجال الكنيسة بعد أن اعلن اسلامه مباشرة.

## قصته
عندما وصلت رسالة الرسول محمد إلى هرقل بصحبة الصحابي دحية بن خليفة, امر هرقل باحضار احد اقارب الرسول لكي يتحقق منه حول ما كتب في الرسالة, و صادف وقتها وجود ابي سفيان بن حرب (ولم يكن وقتها قد اسلم بعد) ضمن رحلة تجارية بمدينة غزة, فقاموا باحضاره إلى هرقل فبدأ باستجوابه.
 و بعد أن انهى هرقل اسئلته وتحقق من صحة نبوة الرسول, قام بعقد اجتماع طارئ مع بطارقته و قادته في أحد القصور, وعرض عليهم اعتناق الإسلام و اتباع الرسول فغضبوا عليه وثاروا ضده, فلما رأى غضبهم و ثورتهم يأس من محاولة اقناعهم بالأسلام و قال لهم أنه كان يختبرهم في ايمانهم فقط. ولم يعتناق هو الإسلام خوفاً على ملكه بعدما رأئ رده فعلهم.
و بعد أن أنهى هرقل اجتماعه دعا دحية الكلبي اليه و اخبره ان يخبر صغاطر الاسقف بما ورد في الرسالة بحكم كونه اجوز قولا و اعظم في الروم منه, فذهب دحية إلى صغاطر و اخبره بأمر الرسول فآمن صغاطر وقال لدحية "صاحبك والله نبي مرسل, نعرفه بصفته, ونجده في كتبنا باسمه" ثم قام صغاطر بتغير ملابسه و أخذ عكازه وذهب إلى الكنيسة و قام باعلان اسلامه فيها, فقام من كان بها بالانقضاض عليه و ابراحه ضربا حتى توفي, فعاد دحية إلى هرقل و اخبره بأمر مقتل صغاطر فقال له "قد قلت لك إنا نخافهم على أنفسنا، فصغاطر والله كان أعظم عندهم وأجوز قولا مني".